# Magic Mike - A Última Dança
Magic Mike's Last Dance (bra: Magic Mike - A Última Dança ou Magic Mike 3 - A Última Dança; prt: Magic Mike - A Última Dança) é um filme de comédia dramática dirigido por Steven Soderbergh, escrito por Reid Carolin e produzido por Channing Tatum. Servindo como uma sequência de Magic Mike XXL (2015), o filme é estrelado por Tatum e Salma Hayek. O filme está programado para ser lançado nos cinemas em 10 de fevereiro de 2023, pela Warner Bros. Pictures.

## Sinopse
Mike Lane é um homem que trabalha como barman na Flórida e conhece uma mulher rica que foi uma stripper no passado. Os dois então voltam a dançar e treinam uma trupe em Londres.

## Elenco
- Channing Tatum como Mike Lane
- Salma Hayek
- Ayub Khan Din
- Jemelia George
- Juliette Motamed
- Vicki Pepperdine
- Gavin Spokes
- Christopher Bencomo
- Caitlin Gerard

## Produção

### Desenvolvimento
Uma sequência, Magic Mike's Last Dance, foi anunciada em 29 de Novembro de 2021. Em 2022, foi noticiado que Steven Soderbergh voltaria após ter dirigido o primeiro filme. Thandiwe Newton foi inicialmente escalado para um papel não especificado, mas foi substituído por Salma Hayek em Abril de 2022. Em Julho de 2022, Soderbergh anunciou que há desenvolvimentos em andamento para parcelas adicionais na franquia para histórias centradas em outros personagens não relacionados a Mike Lane. Em Setembro de 2022, foi anunciado que o filme teria uma data de lançamento em 10 de Fevereiro de 2023. Junto com isso, foi anunciado que seria lançado nos cinemas. Em Novembro de 2022, Gavin Spokes, Caitlin Gerard, Christopher Bencomo, Ayub Khan Din e Juliette Motamed foram revelados como co-estrelas ao lado de Tatum e Hayek.

## Lançamento
Magic Mike's Last Dance está programado para ser lançado nos cinemas em 10 de Fevereiro de 2023, pela Warner Bros. Pictures.